# Joseph Calleia
Joseph Calleia, a właśc. Joseph Alexander Caesar Herstall Vincent Calleja (ur. 4 sierpnia 1897, zm. 31 października 1975) – urodzony na Malcie amerykański aktor i piosenkarz występujący na scenie oraz w filmach, radiu i telewizji.

## Biografia

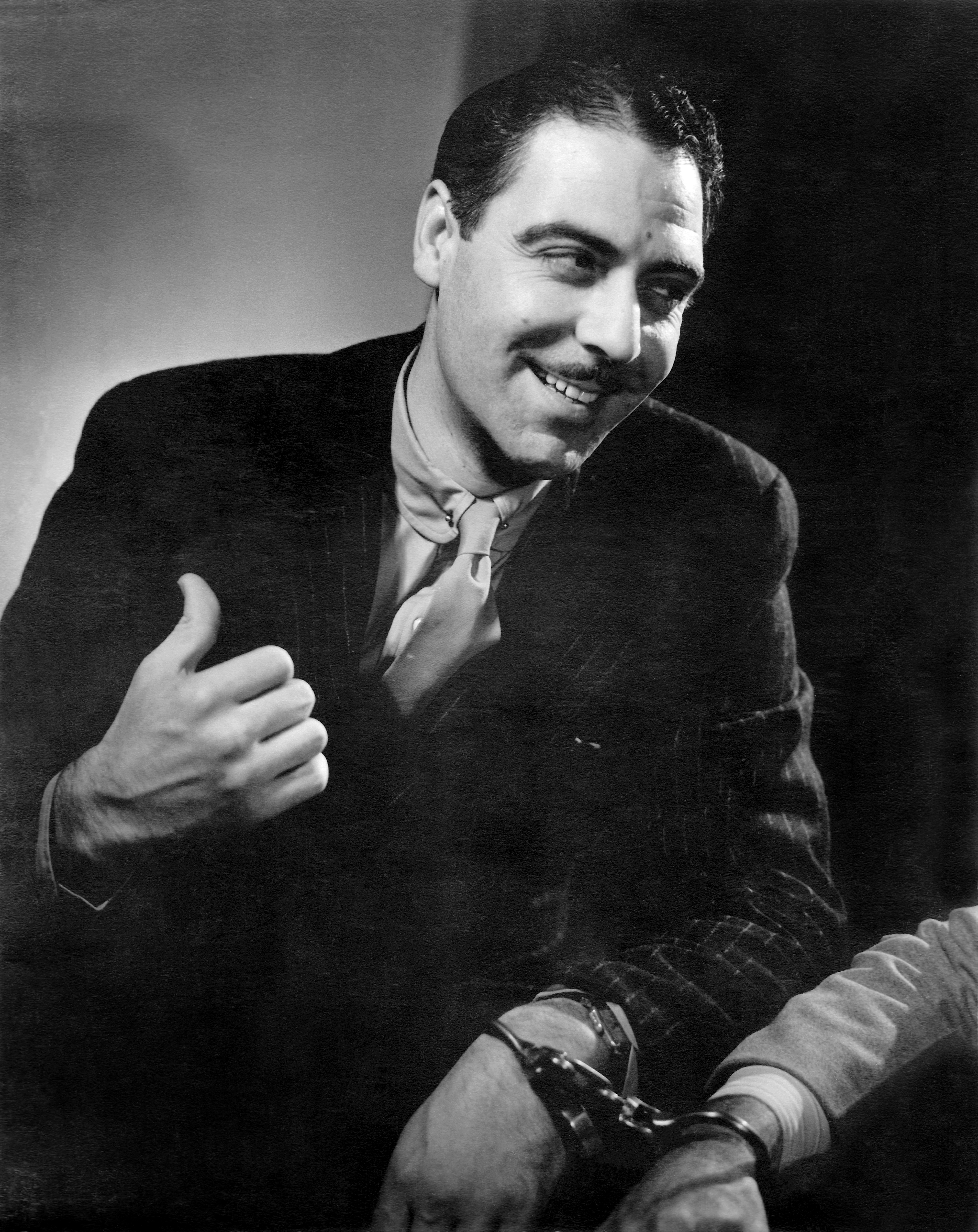
Calleia w przedstawieniu scenicznym na Broadwayu „Small Miracle” (1934–1935)

Joseph Alexander Caesar Herstall Vincent Calleja urodził się 4 sierpnia 1897 w Notabile (dziś Mdina) w obszarze administracyjnym Saqqajja na Malcie. Jego rodzicami byli Pasquale i Eleonora Calleja; jego ojciec był architektem. Calleia studiował w koledżu w St. Julian’s i w St. Aloysius College w Birkirkarze. W wieku 12 lat za angielskie funty otrzymane na Boże Narodzenie kupił dwa tuziny harmonijek ustnych i założył lokalny zespół, którego występy wkrótce przynosiły 100 funtów tygodniowo. Wysłany przez ojca do Londynu, aby studiować inżynierię, Calleia wykorzystywał swój dobry tenor w music-hallach, wykonując ballady o Scottish Highlands ubrany w tradycyjny strój szkocki. Używał wówczas pseudonimu Joseph Spurin, posługując się panieńskim nazwiskiem matki ze względu na dezaprobatę ojca.
W 1914 Calleia wstąpił do brytyjskiej służby transportowej. Po dwóch i pół roku pływania po świecie jego statek został storpedowany na kanale La Manche. Hospitalizowany przez trzy miesiące, Calleia został nagrodzony medalem kampanii i honorowo zwolniony. W 1917 udał się do Stanów Zjednoczonych. Bezrobotny śpiewał dla Czerwonego Krzyża i sił zbrojnych, a także zgłosił się na ochotnika do Korpusu Pancernego Amerykańskich Sił Ekspedycyjnych.

## Kariera sceniczna
Calleia rozpoczął karierę sceniczną w dniu zawieszenia broni. Po I wojnie światowej odniósł jedynie ograniczone sukcesy w wodewilu. Zarabiał na życie rozpalając piece w domu towarowym, a potem pracował nocami, myjąc i naprawiając nowojorskie tramwaje. Za dnia odwiedzał biura angażu aktorów. Agencja Henry’ego Wilsona Savage’a wysłała Calleię do Denver, gdzie zadebiutował na scenie, śpiewając w chórze komedii muzycznej „Have a Heart” Jerome'a Kerna. W następnym sezonie miał mały udział w „Pietro” (1920), sztuce Otisa Skinnera, granej przez sześć tygodni na Broadwayu i 40 tygodni w trasie. Calleia uzupełniał swoją pensję, pracując jako asystent kierownika sceny i naprawiając kufry po 3 dolary za sztukę.
Calleia po raz pierwszy wystąpił na scenie w roli mówionej w „The Broken Wing” (1920), komedii na Broadwayu, w której wystąpili George Abbott i Louis Wolheim. Dublował wszystkie partie i wystąpił jako meksykański peon, grając na gitarze i zaśpiewał piosenkę „Adelai”. Calleia skomponował melodię i poprosił Abbotta o napisanie tekstu; piosenka została opublikowana i ostatecznie przyniosła każdemu z nich tantiemy w wysokości aż 2000 dolarów rocznie. The Broken Wing okazało się hitem, a po wystawieniu sztuki w Nowym Jorku Calleia i Thurston Hall zostali przeniesieni do Londynu.
Po czterech miesiącach, po zakończeniu programu Calleia odwiedził Maltę, gdzie pojednał się z ojcem. Na jego prośbę zaczął używać swojego prawdziwego nazwiska, występując jako Joseph Spurin-Calleia.
14 lutego 1925 Calleia miał swój debiutancki koncert w Town Hall w Nowym Jorku z towarzyszeniem pianisty Ferdinanda Greenwalda. „Okazał się posiadaczem przyjemnego, wysokiego głosu, którego używał z dużą wprawą w pieśniach włoskich” – napisał krytyk muzyczny „New York Timesa” Olin Downes, „w tym Rodolfo z La bohème Pucciniego i innych z Il trovatore i Rigoletto Verdiego.”. Podczas recitalu w nowojorskim Steinway Hall 21 lutego 1926, Calleia „pokazał głos o przyjemnej i atrakcyjnej barwie” w programie obejmującym dzieła Scarlattiego, Paisiella, Schumanna, Gounoda i Leoncavalla, a także dwie jego własne kompozycje.
Calleia został obsadzony w roli ambasadora Hiszpanii w broadwayowskiej produkcji Princess Flavia (1925) Sigmunda Romberga, muzycznej adaptacji powieści Więzień na zamku Zenda. Czekając na montaż skomplikowanej produkcji, sprzedawał fortepiany z takim sukcesem, że właściciel sklepu zaoferował mu własny sklep, jeśli zostanie.
W 1926 Calleia dostał swoją pierwszą znaczącą rolę sceniczną w przeboju George’a Abbotta i Philipa Dunninga Broadway. Zagrał tarzającego się i brzęczącego monetami kelnera w melodramacie, nazwanym później przez krytyka „New York Timesa” Brooksa Atkinsona „hałaśliwą, tętniącą życiem cykloramą życia za kulisami, będącą punktem zwrotnym w amerykańskim teatrze”. Calleia pełnił także funkcję kierownika sceny w firmie i pracując dla producenta Jeda Harrisa nadzorował około 10 duplikatów produkcji Broadwayu w USA i za granicą.
Potem nastąpiła seria uznanych ról w odnoszących sukcesy sztukach na Broadwayu, w tym jako niezdarny reporter prasowy w The Front Page (1928), skazany morderca w The Last Mile (1930) i złowrogiego szofera w Grand Hotelu (1930). Calleia stał się gwiazdą dzięki filmowi Small Miracle ( 1934), broadwayowskiej produkcji opisanej przez „The New Yorker” jako „bardzo zadowalający melodramat z Josephem Spurinem-Calleią jako najprzyjemniejszym mordercą, jakiego kiedykolwiek widziałeś”.

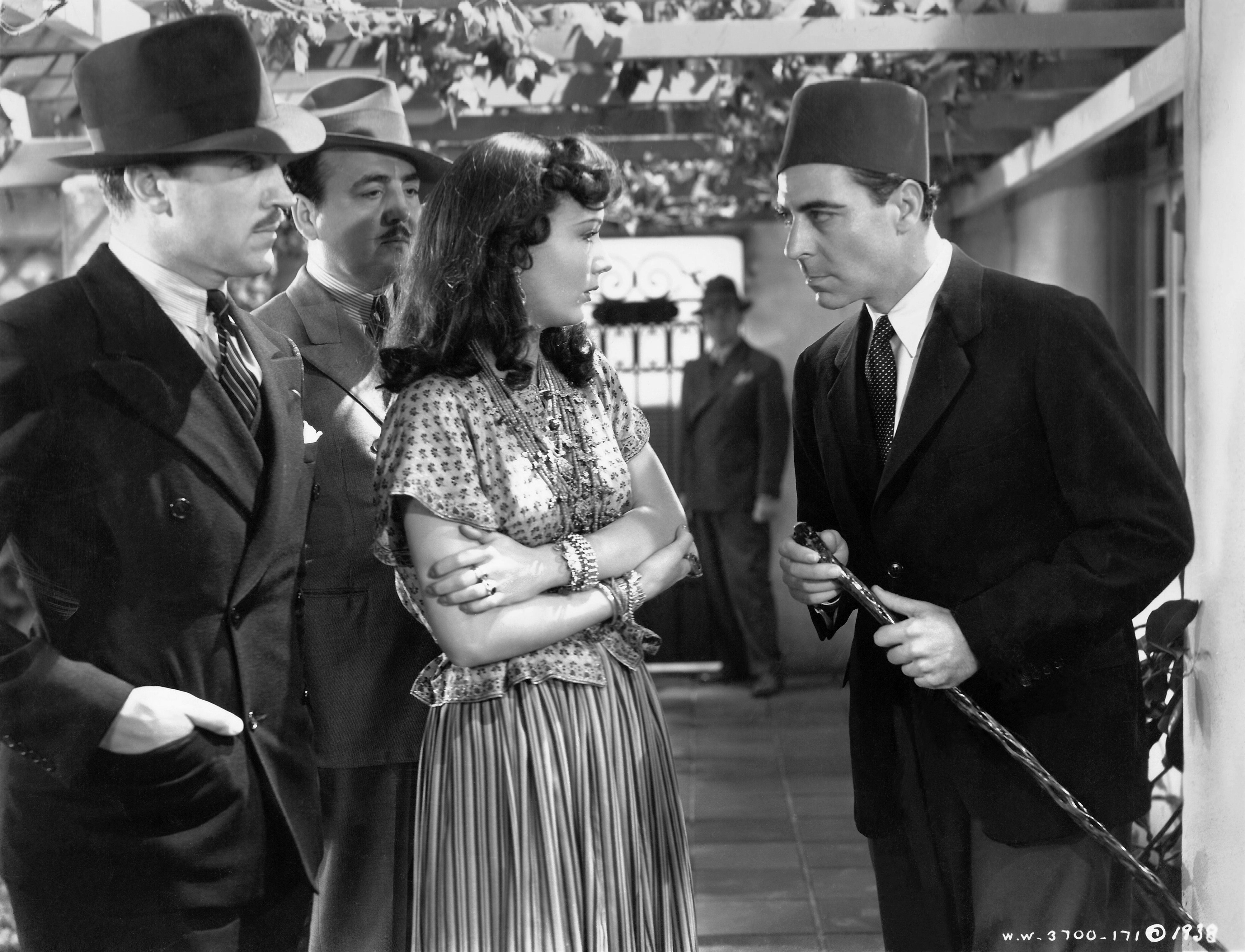
Calleia otrzymał National Board of Review Awards 1938 za rolę inspektora Slimane’a w filmie Algier (1938)

„Co za aktor – Joseph Calleia” – powiedział Orson Welles, który wyreżyserował i wystąpił z Calleią w filmie Touch of Evil (1958):
Zakochałem się w nim jako dziesięcioletni chłopiec. Widziałem go w sztuce w Nowym Jorku ... bardzo dobrze wyreżyserowany melodramat, który przez około rok był ogromnym hitem – powstał później jako film z kimś innym. Miał główną rolę i nigdy go nie zapomniałem. Przez te wszystkie lata widywałem go w filmach – w małych rolach. I nigdy nie zapomnę tego jego występu. Zawsze grał bardzo stereotypowe role w filmach, ale jest jednym z najlepszych aktorów, jakich kiedykolwiek znałem. Mam do niego ogromny szacunek. Grasz obok niego i czujesz to samo, co z wielkim aktorem – to dynamo, które napędza
Nadając tytuł Czarnego charakteru teatru roku 1934, felietonista Paul Harrison z Newspaper Enterprise Association wybrał „Josepha Spurina-Calleię, którego gangsterska rola w Małym cudzie zapewniła jeden z najlepszych występów na Broadwayu”.
Pierwszą prawdziwą rolą Callei była postać złoczyńcy w Małym cudzie, a sukces w tej sztuce był powodem jego przeprowadzki do Hollywood. Jego kontrakt z Metro-Goldwyn-Mayer pozwolił mu na sześciomiesięczną przerwę w roku, aby kontynuować pracę sceniczną. Nie był nowicjuszem w kinematografii – nakręcił trzy filmy fabularne na Wschodnim Wybrzeżu — ale kiedy MGM podpisało kontrakt z Calleią, promowało jego pierwszy film Public Hero #1 (1935) jako jego debiut ekranowy. Kreacja Callei jako bandyty została uznana przez krytyka filmowego Andre Sennwalda z „The New York Times” za jedną z 10 najlepszych kreacji męskich roku.
Calleia świetnie radził sobie w roli złego faceta w filmach, ale chciał stworzyć postacie pełne współczucia. „Chciałbym odejść od ról zwykłych złoczyńców” – powiedział w wywiadzie z 1936 roku. „Ale nie chcę być bohaterem. Lubię role, w których mnie trochę policzkują. O wiele bardziej stymulujące jest granie postaci, która nie jest jednolita –  nie jest całkiem zła i nie całkiem dobra.”. Stworzył serię mrocznych i tajemniczych postaci z poczuciem humoru w filmach takich, jak Algier (1938), Five Came Back (1939), Złoty chłopiec (1939), The Glass Key (1942) i Gilda (1946).
W czerwcu 1935 ogłoszono, że Calleia wystąpi w roli Joaquina Murriety w I Am Joaquin (później zatytułowanym Robin Hood of El Dorado), filmie, do którego napisał scenariusz. MGM zastąpiło go Warnerem Baxterem, rzekomo dlatego, że Calleia był za stary, chociaż Baxter był o sześć lat starszy. Calleia wystąpił w Man of the People (1937), dramacie politycznym opowiadającym o młodym prawniku walczącym z korporacyjnymi oszustami.
Calleia nadal walczył z zaszufladkowaniem, odrzucając dobrze płatne role złoczyńców na rzecz tworzenia bardziej złożonych postaci. Jego rola inspektora policji Slimane’a w filmie Waltera Wagnera Algier (1938) została doceniona przez National Board of Review. Pracując w 1939 z reżyserem Johnem Farrowem w RKO Pictures, stworzył świetne studium postaci skazanego na karę śmierci anarchisty w Five Came Back i wcielił się w rolę bohaterskiego księdza w Full Confession. Ogłoszono, że Calleia wystąpi w roli ojca Damiana w filmie RKO, którego scenariuszem i reżyserią zajmie się Farrow ale projekt nie został zrealizowany.

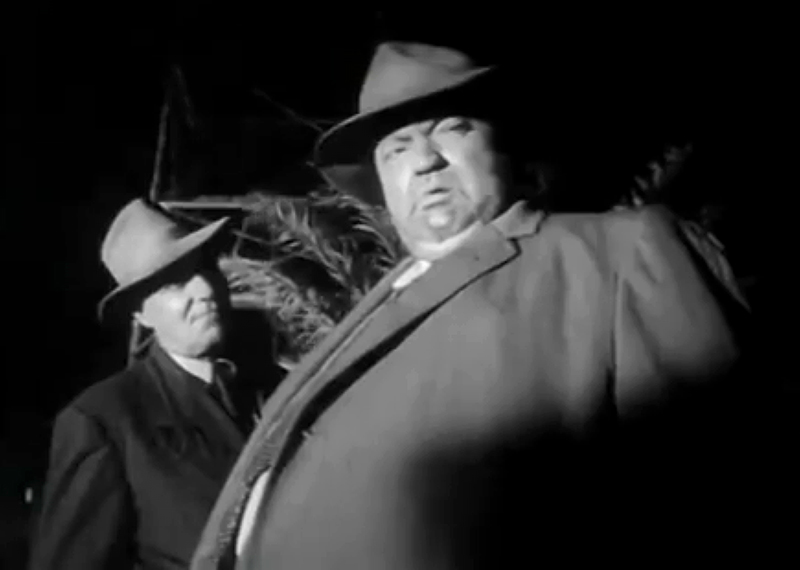
Calleia (po lewej) jako Pete Menzies w filmie Orsona Wellesa (po prawej) Touch of Evil (1958); rola ta jest uważana za jedną z najlepszych w jego karierze

Calleia został naturalizowanym obywatelem amerykańskim w listopadzie 1941. Podczas II wojny światowej Calleia przewodził organizacji Malta War Relief w Stanach Zjednoczonych. Dom, w którym się urodził, został zniszczony w 1942; jego rodzina schroniła się pod ziemią w starożytnych katakumbach podczas niemal ciągłych bombardowań Malty przez państwa Osi, które trwały ponad dwa lata. W 1943 osobiście pojawił się, pod patronatem Wydziału Filmowego USO Camp Shows w amerykańskich obiektach wojskowych. Przyjął także zaproszenie od Hollywood Victory Committee na odbycie wycieczki po obozach wojskowych w Afryce Północnej, zwłaszcza że wstępny plan podróży obejmował Maltę. Podczas 20 000 mil podróży Calleia i jego mała grupa gościli personel serwisowy w Natalu, Dakarze, wzdłuż wybrzeża do Casablanki i dalej do Tunisu, następnie udali się na Maltę, której Calleia nie odwiedzał od 1922. Dawali dwa przedstawienia dziennie i odwiedzili wszystkie szpitale na każdym przystanku; w ramach programu wymiany pomiędzy amerykańskimi i brytyjskimi jednostkami rozrywkowymi zaprezentowali sześć przedstawień na Malcie.
Oprócz stałej pracy przy filmach przez kolejne 20 lat Calleia w 1948 zagrał także w londyńskiej premierze, nagrodzonej Tony Award sztuki Arthura Millera All My Sons, która spotkała się z jednomyślnym uznaniem krytyków. Jego rola w filmie Touch of Evil (1958) – jako Pete Menzies, wieloletni partner skorumpowanego kapitana policji Hanka Quinlana (Orson Welles) — jest uważana za jedną z najlepszych w jego karierze.
„W filmach Wellesa nierzadko zdarza się, że jeden aktor odrywa się od ogólnego przekazu filmu i ucieleśnia wydestylowaną ludzką prawdę” – napisał biograf Wellesa Simon Callow. „W Dotyku zła robi to dwóch aktorów — Dietrich i Joseph Calleia, grający oszukanego kolegę Quinlana, Menziesa. Przejawy nawiedzenia Callei coraz bardziej widoczne są na ekranie, gdy prawda o Quinlanie [...] do niego dociera wraz ze świadomością, że musi go zdradzić. ... Bogate życie wewnętrzne Callei rzuca coraz większy urok na film w kulminacyjnym momencie, przywołując do życia odwieczny temat Wellesa: zdradę.
Calleia przeszedł na emeryturę w 1963 i przeprowadził się do Sliemy na Malcie. Jego żona, Eleanor Vassallo Calleia, którą poślubił w 1929, zmarła tam w 1967.
Joseph Calleia zmarł 31 października 1975 w wieku 78 lat w St. Julian’s na Malcie.

## Role teatralne
| Data                                | Tytuł                | Rola                        | Uwagi |
| ----------------------------------- | -------------------- | --------------------------- | --- |
| 1919                                | Have a Heart.        | Członek chóru               | Dołącza do zespołu w Denver |
| 19 stycznia – 1 marca 1920          | Pietro               | Miguel                      | Criterion Theatre, Nowy Jork |
| 1920                                | Pietro               | Miguel                      | Również zastępca kierownika sceny 40-tygodniowe tournée po kraju                                                                       |
| 29 listopada 1920 – 1 kwietnia 1921 | The Broken Wing      | Basilio                     | 48th Street Theatre, Nowy Jork |
| 15 sierpnia – 18 listopada 1922     | The Broken Wing      | Basilio                     | Duke of York’s Theatre, London |
| 9 kwietnia – 1 czerwca 1923         | Zander the Great     | Juan                        | Empire Theatre, Nowy Jork |
| 2 listopada 1925 – 13 marca 1926    | Princess Flavia      | Senor Poncho, Wurfner       | Century Theatre i (od 1 lutego) Shubert Theatre, Nowy Jork                                                                             |
| 16 września 1926 – 11 lutego 1928   | Broadway             | Joe                         | Broadhurst Theatre, Nowy Jork Również kierownik sceny; był także odpowiedzialny za około dziesięć duplikatów sztuki w USA i za granicą |
| 14 sierpnia 1928 – 13 kwietnia 1929 | The Front Page       | Kruger, Journal of Commerce | Times Square Theater, Nowy Jork |
| 13 lutego – 1 października 1930     | The Last Mile        | Tom D'Amoro                 | Sam H. Harris Theatre, Nowy Jork |
| 13 listopada 1930 – 5 grudnia 1931  | Grand Hotel          | Szofer                      | Również generalny menadżer sceny Nederlander Theatre, Nowy Jork                                                                        |
| 14 września – 3 grudnia 1932        | Clear All Wires      | —                           | Manager sceny Times Square Theatre, Nowy Jork                                                                                          |
| 23 grudnia 1932 – 1 lutego 1933     | Honeymoon            | Nicola                      | Little Theatre, Nowy Jork |
| 17 października – 30 grudnia 1933   | Ten Minute Alibi     | Myśliwy                     | Ethel Barrymore Theatre, Nowy Jork |
| 9 lipca 1934                        | The Bride of Torozko |                             | Westport Country Playhouse, Westport, Connecticut                                                                                      |
| 26 września 1934 – 5 stycznia 1935  | Small Miracle        | Tony Mako                   | John Golden Theatre i (od 11 listopada) 48th Street Theatre, Nowy Jork                                                                 |
| 7 lutego – 28 lutego 1935           | Small Miracle        | Tony Mako                   | El Capitan Theatre, Los Angeles, wyprodukowany przez Henry’ego Duffy’ego z oryginalną obsadą Roberta Middlemassa i Josepha Kinga       |
| 11 maja – 18 września 1948          | All My Sons          | Joe Keller                  | Lyric Theatre i (od 15 czerwca) Gielgud Theatre, Londyn, z Margalo Gillmore                                                            |
| styczeń 1955                        | All My Sons          | Joe Keller                  | Alley Theatre, Houston |

## Filmografia
| Rok  | Tytuł                                  | Rola                     | Uwagi                               |
| ---- | -------------------------------------- | ------------------------ | ----------------------------------- |
| 1931 | My Sin                                 | Juan                     | [ 25 ]                              |
| 1931 | His Woman                              | Agent                    | [ 25 ]                              |
| 1932 | The Divorce Racket                     | Stephen Arnaud           | [ 25 ]                              |
| 1935 | Public Hero #1                         | Sonny Black              | [ 25 ]                              |
| 1936 | Riffraff                               | Nick Lewis               | [ 25 ]                              |
| 1936 | Exclusive Story                        | Ace Acello               | [ 25 ]                              |
| 1936 | Tough Guy                              | Joe Calerno              | [ 25 ]                              |
| 1936 | Robin Hood of El Dorado                | —                        | Scenarzysta                         |
| 1936 | His Brother's Wife                     | Fish-Eye                 | [ 25 ]                              |
| 1936 | Sworn Enemy                            | Joe Emerald              | [ 25 ]                              |
| 1936 | Sinner Take All                        | Frank Penny              | [ 25 ]                              |
| 1936 | After the Thin Man                     | "Dancer"                 | [ 25 ]                              |
| 1937 | Man of the People                      | Jack Moreno              | [ 25 ]                              |
| 1937 | The Bad Man of Brimstone               | Portuguese Ben           | [ 25 ]                              |
| 1938 | Algier                                 | Inspektor Slimane        | National Board of Review Award 1938 |
| 1938 | Marie Antoinette                       | Drouet                   | [ 25 ]                              |
| 1939 | Juarez                                 | Alejandro Uradi          | [ 25 ]                              |
| 1939 | Gorilla                                | Stranger                 | [ 25 ]                              |
| 1939 | Five Came Back                         | Vasquez                  | [ 25 ]                              |
| 1939 | Golden Boy                             | Eddie Fuseli             | [ 25 ]                              |
| 1939 | Full Confession                        | Ojciec Loma              | [ 25 ]                              |
| 1940 | My Little Chickadee                    | Jeff Badger              | [ 25 ]                              |
| 1940 | Wyoming                                | John Buckley             | [ 25 ]                              |
| 1941 | Monster and the Girl                   | Deacon                   | [ 25 ]                              |
| 1941 | Sundown                                | Pallini                  | [ 25 ]                              |
| 1942 | Jungle Book                            | Buldeo                   | [ 25 ]                              |
| 1942 | The Glass Key                          | Nick Varna               | [ 25 ]                              |
| 1943 | For Whom the Bell Tolls                | El Sordo                 | [ 25 ]                              |
| 1943 | The Cross of Lorraine                  | Antonio Rodriguez        | [ 25 ]                              |
| 1944 | The Conspirators                       | Kapitan Pereira          | [ 25 ]                              |
| 1946 | Deadline at Dawn                       | Val Bartelli             | [ 25 ]                              |
| 1946 | Gilda                                  | Detektyw Maurice Obregon | [ 25 ]                              |
| 1947 | The Beginning or the End               | Enrico Fermi             | [ 25 ]                              |
| 1947 | Lured                                  | Dr Moryani               | [ 25 ]                              |
| 1948 | The Noose Hangs High                   | Mike Craig               | [ 25 ]                              |
| 1948 | Four Faces West                        | Monte Marquez            | [ 25 ]                              |
| 1948 | Noose                                  | Sugiani                  | Amerykański tytuł: The Silk Noose   |
| 1950 | Captain Carey, U.S.A.                  | Dr Lunati                | [ 25 ]                              |
| 1950 | The Palomino                           | Miguel Gonzales          | [ 25 ]                              |
| 1950 | Branded                                | Mateo Rubriz             | [ 25 ]                              |
| 1950 | Vendetta                               | Guido Barracini          | [ 25 ]                              |
| 1951 | Valentino                              | Luigi Verducci           | [ 25 ]                              |
| 1951 | Pulitzer Prize Playhouse               | Don Fernando             | Epizod: "Night Over Taos"           |
| 1951 | The Light Touch                        | por. Massiro             | [ 25 ]                              |
| 1952 | When in Rome                           | Aggiunto Bodulli         | [ 25 ]                              |
| 1952 | Yankee Buccaneer                       | Hrabia Domingo Del Prado | [ 25 ]                              |
| 1952 | The Iron Mistress                      | Juan Moreno              | [ 25 ]                              |
| 1953 | The Caddy                              | Papa Anthony             | [ 25 ]                              |
| 1955 | Underwater!                            | Rico Herrera             | [ 25 ]                              |
| 1955 | The Treasure of Pancho Villa           | kapitan Pablo Morales    | [ 25 ]                              |
| 1955 | The Littlest Outlaw                    | Padre                    | [ 25 ]                              |
| 1956 | Hot Blood                              | Señor Theodore Caldash   | [ 25 ]                              |
| 1956 | Serenade                               | Maestro Marcatello       | [ 25 ]                              |
| 1957 | Wild Is the Wind                       | Alberto                  | [ 25 ]                              |
| 1958 | Touch of Evil                          | Pete Menzies             | [ 25 ]                              |
| 1958 | The Light in the Forest                | wódz Cuyloga             | [ 25 ]                              |
| 1958 | Have Gun – Will Travel                 | szeryf Sam Truett        | Epizod: "The Manhunter"             |
| 1959 | Zorro                                  | ojciec Simeon            | Epizod:"The Sergeant Sees Red"      |
| 1959 | Cry Tough                              | Señor Estrada            | [ 25 ]                              |
| 1960 | The Alamo                              | Juan Seguín              | [ 25 ]                              |
| 1963 | Johnny Cool                            | Turysta                  | [ 25 ]                              |
| 1963 | Bob Hope Presents the Chrysler Theatre | Cagewa                   | Epizod:"A Killing at Sundial"       |

## Wybrane audycje radiowe
| Data              | Tytuł                    | Rola          | Uwagi |
| ----------------- | ------------------------ | ------------- | --- |
| 2 marca 1939      | Kraft Music Hall         | Gość programu | Calleia śpiewa „Adelai”, popularną piosenkę, którą on i George Abbott napisali dla broadwayowskiego przedstawienia The Broken Wing (1920–21) |
| 25 lutego 1940    | The Screen Guild Theater | Hal Wilson    | Blind Alley z Edwardem Robinsonem |
| 12 listopada 1943 | Stage Door Canteen       | Gość programu | [ 90 ] |
| 18 lutego 1944    | Stage Door Canteen       | Gość programu | [ 90 ] |
| 24 listopada 1944 | Stage Door Canteen       | Gość programu | [ 90 ] |
| 7 listopada 1948  | Theatre Guild on the Air |               | Criminal Code with Pat O'Brien |

## Dziedzictwo

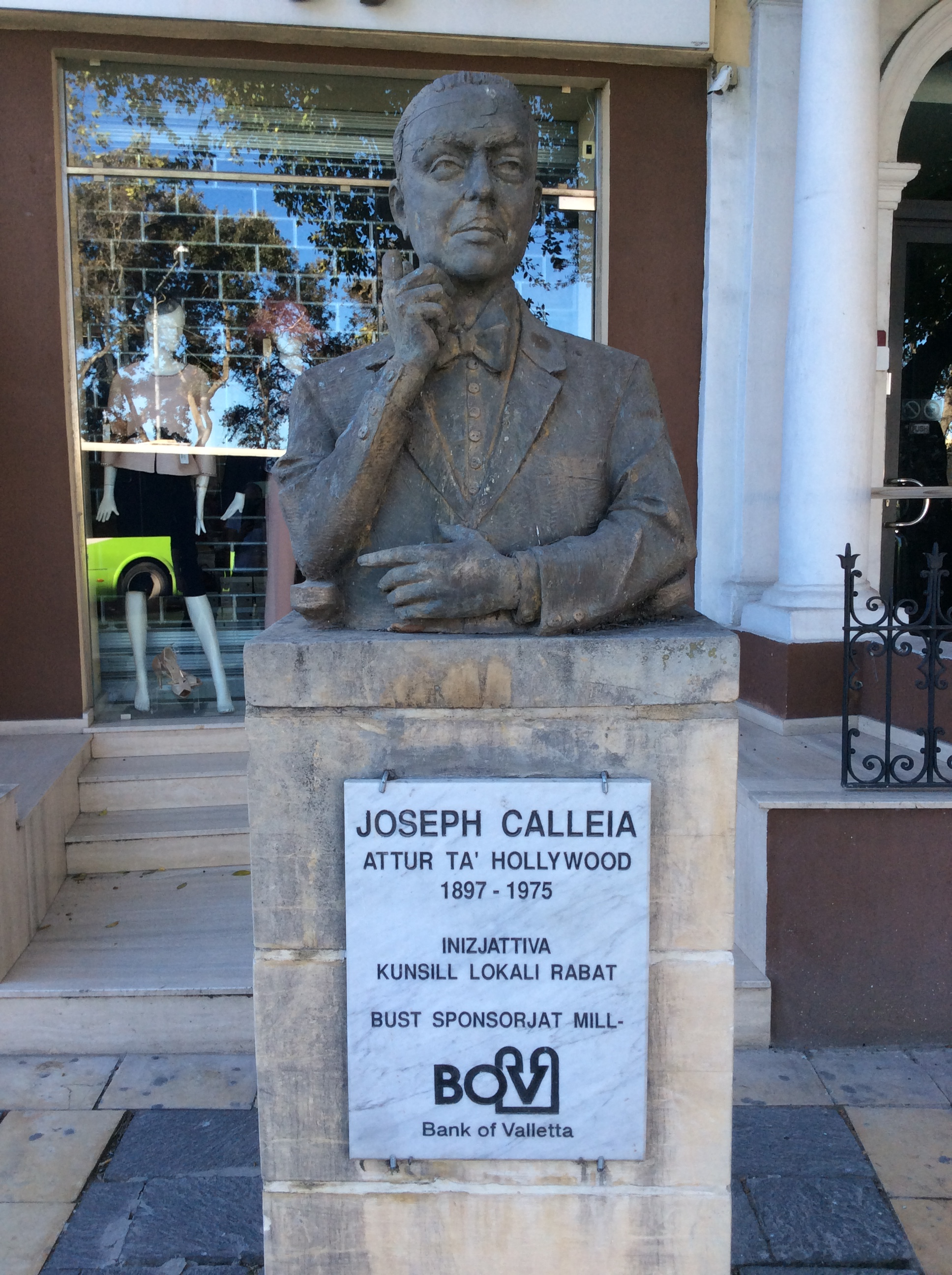
Pomnik Callei w Rabacie na Malcie, niedaleko Mdiny, sponsorowany przez Bank of Valletta.

Calleia został pośmiertnie uhonorowany przez władze pocztowe Malty zestawem dwóch pamiątkowych znaczków wydanych w 1997. W 2005 roku z inicjatywy 15-letniego wówczas Emana Bonniciego w miejscu urodzenia aktora na Malcie zainstalowano jego popiersie autorstwa rzeźbiarza Antona Agiusa.
Dom przy Triq Mrabat w St. Julian’s, w którym Calleia mieszkał po 1963, został zburzony we wrześniu 2023.